# Леонид Енгибаров
Леонид Георгиевич Енгиба́ров (на арменски: Լեոնիդ Ենգիբարյան; на руски: Енгибаров, Леонид Георгиевич; 1935 – 1972) е клоун-мим, писател, създател на новото цирково амплоа на „тъжния клоун“. Народен артист на Арменскaта ССР (1971).

## Биография
Енгибаров е роден в Москва в семейство на арменски готвач и руска шивачка. Израства в район Марина Рошча, където тренира бокс. Записва се за студент в институт по физкултура, но скоро напуска. Попада в Държавното училище за цирково и естрадно изкуство, където изучава клоунада.
След дипломирането си Енгибаров работи в Цирк „Ереван“. С трупата дебютира на цирковия манеж в Новосибирск на 25 юли 1959 г. От същата 1959 година работи в арменски цирков колектив. Следват гастроли в Харков, Тбилиси, Воронеж, Минск, Одесса, Баку, Москва, Краков, Варшава. През 1962 г. участва в международен спектакъл в Ленинград, където печели медал за Номер на годината. Тогава се среща и сприятелява с Марсел Марсо и Ролан Биков.
През 1963 г. дебютира в киното с филма „Пътят към арената“ (студио „Арменфильм“). През 1964 г. гастролира успешно в Прага, където се запознава с бъдещата си съпруга местната журналистка Ярмила Галамкова. Изключително популярен в родината си, Енгибаров многократно гастролира из Армения и целия СССР. Представя собствения спектакъл „Звезден дъжд“.
Умира ненадейно, от масивен инфаркт, в дома си. Смъртта на Леонид Енгибаров предизвиква емоционална реакция в обществото.

## Филмография
| Филм                               | Година на издаване | Продукция | Награди | Роля              |
| „Комунист“                         | 1957               | СССР      |         | в епизод          |
| „Пътят към арената“                | 1963               | СССР      |         | клоунът Леня      |
| „Сенките на забравените предци“    | 1964               | СССР      |         | Мико              |
| „Айболит-66“                       | 1966               | СССР      |         | веселият клоун    |
| „Великите клоуни“                  | 1966               | СССР      |         | документален филм |
| „Това е много, много сериозно...“  | 1966               | СССР      |         |                   |
| „Леонид Енгибаров, запознайте се!“ | 1966               | СССР      |         | камео             |
| „Бряг на младостта“                | 1969               | СССР      |         |                   |
| „2-Леонид-2“                       | 1970               | СССР      |         | камео             |
| „Огърлица за моята любима“         | 1971               | СССР      |         | Сугури, акробат   |
| „Печки-пейки“                      | 1972               | СССР      |         | гостуващ клоун    |